# Embarcación (Salta)
Embarcación es una ciudad del departamento General José de San Martín, provincia de Salta, Argentina, a 41 km de la ciudad de San Ramón de la Nueva Orán, sobre la Ruta Nacional 34.
Originalmente llamada Finca Tres Pozos o Dolores. Siendo su primer dueño el señor Victoriano Saenz, casado con doña Celedonia Reyes de Saenz. Su colaborador inmediato, su sobrino Simón Reyes Campero quien finalmente queda con la dirección y posesión de la hacienda.
La población se desarrolló en pujante centro ferroviario, por lo que fue necesario instalar talleres y depósitos de locomotoras, abriendo camino hacia el desarrollo, el cual fue aprovechado por comerciantes que se establecieron en la zona.

## Toponimia
Mucho antes de la llegada del ferrocarril, sobre la margen izquierda (norte) del río Bermejo, existía un lugar que llevaba esa denominación: es lo que hoy se conoce como "Embarcación Vieja". Dicho nombre se le dio, aseguran antiguas voces, por el hecho de haberse instalado allí un embarcadero dotado de numerosas lanchas o canoas en las que se acomodaban personas, mercancías y ganado, para hacer la travesía del ancho cauce del río hasta la otra banda. Gente baquiana especializada en esa delicada tarea, tenía a su cargo la dirección y ordenamiento de ese tráfico, que por esa época era sostenido e intenso, ya que no existían otras vías de comunicación.
Embarcación es la cabecera de su municipio homónimo, es la ciudad más grande y poblada del municipio. Luego la sigue por orden de población Dragones, Misión Chaqueña, Hickman, Tierras Fiscales, Padre Lozano, Carboncito, Campichuelo, La Quena, Senda Hachada y Zanja del Tigre.
Luego avanzó el Ferrocarril, llevando a las comarcas del norte salteño, las noticias de un progreso inminente. Cuando llegó a esta zona la estación se ubicó a cinco kilómetros de la antigua población, manteniendo el nombre tradicional.
Cuando llegaron las primeras comisiones de estudios para el tendido del ferrocarril, entonces un embarcadero, tenía muchos años de existencia, su nombre designaba no sólo a un paraje, sino a toda la zona.
Para efectuar le designación "Embarcación" a la nueva estación ferroviaria ubicada a cinco kilómetros del río Bermejo se tomó en cuenta el apartado 12 del artículo 71 de la Ley General De Ferrocarriles, que dispone sobre la designación de estaciones ferroviarias: los nombres para las estaciones eran propuestos por la Inspección de Explotaciones Técnicas de FF.CC. teniendo en cuenta nombres regionales, accidentes geográficos o hechos históricos singulares.
El nombre Embarcación, como propuesta para designar a la nueva estación ferroviaria reunía todos los requisitos que la Inspección de Explotación Técnica necesitaba y que la Junta Asesora exigía para efectuar la nomenclatura.

## Fiestas patronales

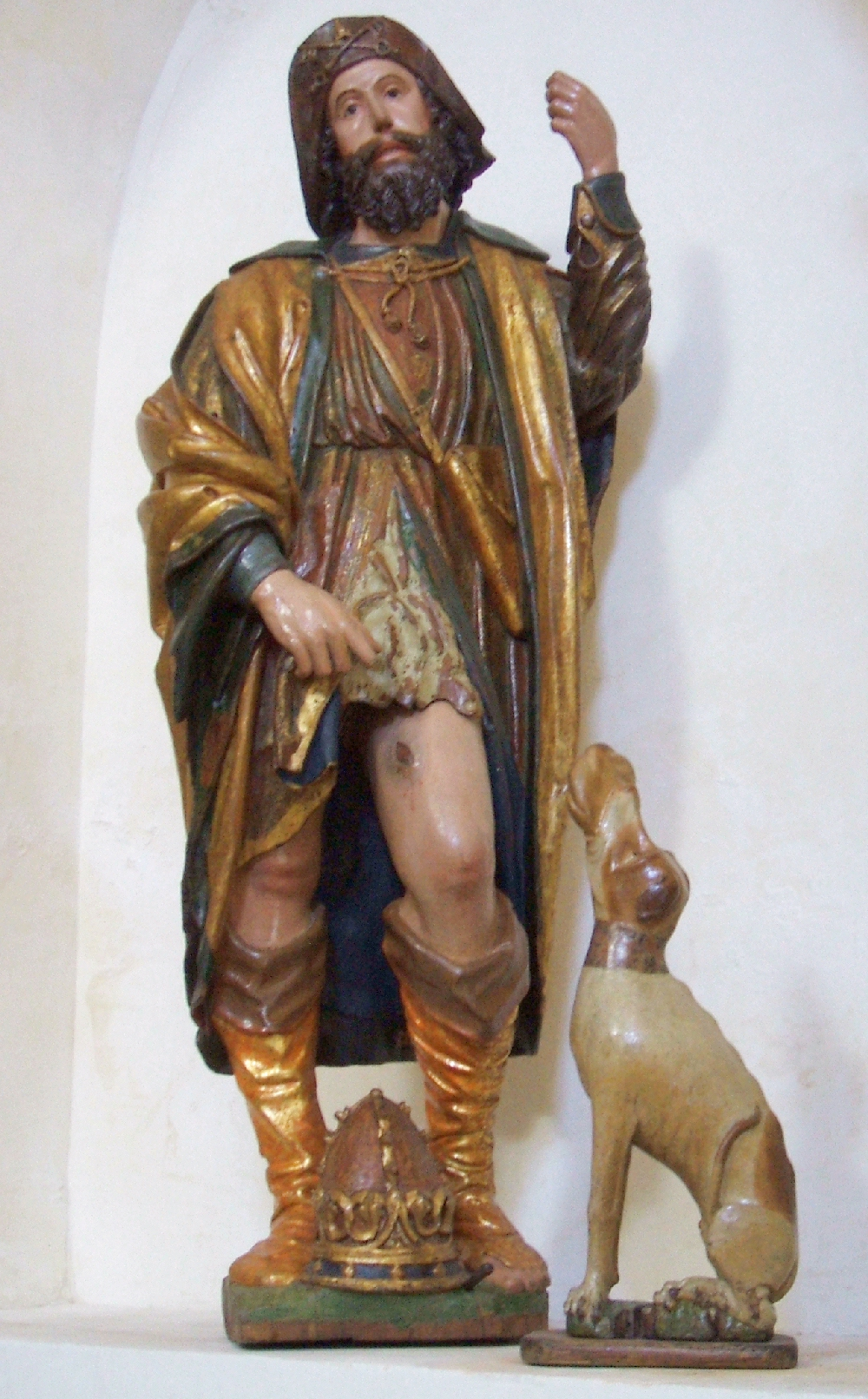
San Roque, patrono de la ciudad.

Las fiestas patronales de Embarcación están dedicadas a San Roque y su fiesta es el 16 de agosto. Miles de peregrinos llegan a la ciudad para rendir honores a San Roque. Tradicionalmente, se realiza una procesión del santo por las calles de la ciudad, la cual comienza por la tarde y finaliza por la noche con una misa. Al finalizar la misa, el santo patrono ingresa a su trono. Los fieles lo despiden agitando sus pañuelos y en el cielo yacen fuegos artificiales que le dan a esta fiesta color y alegría.
los locales a la participación de este evento lo definen con "sanrroqiar" donde acuden de modo feria a comprar a las carpas que se sitúan en la 25,muchos acuden con un distintiva capa roja 
una de las atracciones es tocar el santo para recibir gracias o suerte

## Características
Embarcación es la segunda ciudad del departamento General José de San Martín, después de Tartagal. Es la tercera más grande del norte después de San Ramón de la Nueva Orán y Tartagal.
Tiene por característica poseer una gran población rural, afincada en conglomerados urbanos más o menos considerables. Esto se vive en la actualidad con los intentos sesecionistas de la localidad de Dragones que quiere separarse y formar un municipio propio.
En su tiempo el Ferrocarril dio prosperidad a la ciudad, que era también el tiempo en que la economía campesino-ganadera del "chaco" tenía una mayor importancia. Había gran cantidad de empleados de la ex empresa estatal Ferrocarriles Argentinos y diversos comercios que abastecían a la población de su interior inclusive hasta el límite con la provincia de Formosa.
Más que "Portal del Chaco", Embarcación es el corazón del norte salteño. Con el declive del ferrocarril como medio de transporte y el ascenso del transporte automotor sobre rutas, Embarcación cedió su posición de nudo estratégico de comunicaciones a la vecina ciudad de Pichanal. Aunque no por ello se debe desmerecer su estratégica ubicación.
Embarcación es el punto de encuentro de las dos grandes ciudades del norte de la provincia de Salta, San Ramón de la Nueva Orán y Tartagal, empalme hacia la Ruta Nacional 81 lo que la hace ser parte del corredor biocéanico.

## Educación y cultura
Embarcación tiene muchos establecimientos educativos, entre ellos cabe destacar la Escuela Bernardino Rivadavia, con 100 años de edad, fue la primera escuela de la ciudad. El Instituto Secundario Juan Carlos Dávalos con actualmente 62 años fue el primer Instituto Secundario, creado en el año 1959. 
- Escuela Elvira Vidal Harris de Hunter
- Escuela Bernardino Rivadavia
- Escuela Padre Rafael Gobeli
- Escuela Fray Francisco Victoria
- Escuela Virgen de Luján
- Escuela La Loma
- Instituto Privado Manuel Belgrano (jardín, primaria y Secundaria)
- Instituto Privado Pablo Picasso (jardín, primaria, terciario)
- Instituto Fe y Alegría
- Instituto Secundario Juan Carlos Dávalos
- Escuela de Educación Técnica
- Escuela de Comercio N° 5008 "Martín Miguel de Güemes"
- Colegio 5.088 Ex-Nacional "Profesora Isabel Ascar"
- Colegio San Francisco Solano

- Escuela de Educación Especial N°7059

```
Barrios Componentes
```

- Barrio Norte
- Barrio Nueva Esperanza
- Barrio El Bordo
- Barrio 18 de Marzo
- Barrio Matadero
- Barrio San Cayetano
- Barrio Santa Clara
- Barrio Santa Lucía
- Barrio San Juan
- Barrio San Roque
- Barrio Progreso
- Barrio Plan. N. Hogar
- Barrio Villa Cazalbón
- Barrio M. Franciscana
- Barrio El Tabique
- Barrio Tanque
- Barrio 2 De Abril
- Barrio Eva Perón
- Barrio 40 Viviendas
- Barrio 45 Viviendas
- Barrio 60 Viviendas
- Barrio 200 Viviendas
- Barrio San Expedito
- Barrio El Tráfico
- Barrio H. Irigoyen
- Barrio 25 De Mayo
- Barrio Villa Jardín
- Barrio Ferroviario
- Barrio Virgen De Lujan
- Barrio Villa Tornillo
- Barrio Santa Rosa de Lima
- Barrio La Loma
- Barrio Cristo Abajo
- Barrio Cristo Arriba
- Barrio El Milagro
- Barrio Cherentarareta
- Barrio Primavera
- Barrio Fonavi
- Barrio San Antonio
- Barrio Tucanaso
- Barrio Tres Pozos

## Economía
Las actividades económicas predominantes son el comercio y la agricultura intensiva de hortalizas, por lo que el grueso de la población económicamente activa se dedica al trabajo del campo como mano de obra asalariada y por temporadas. También cultiva en forma extensiva soja, poroto, maíz y algo de cártamo y trigo. Como segundo sector generador de fuentes de trabajo está el comercio  (rubros de alimentos, indumentaria, insumos agrícolas, etc.), existiendo también, como en todos los pueblos cercanos a la frontera, los pequeños comercios de mercancía producto del contrabando hormiga. Por último, son formadores de fuentes de trabajo el rubro Servicios públicos conformado principalmente por la Municipalidad, las escuelas, el Hospital y Centros de Salud dependientes.

### Empresas
Existen distintas empresas. La mayor empresa asentada y creada ahí es Salvita actualmente Hijos Salvador Muñoz. Supermercado de franquicia internacional el oriental con sede central en Shanghái,china. John Deere, Brima,. Estaciones de servicios como Refinor, YPF y el gramillar
En Embarcación se asentaron bancos como Macro. Una Agencia del INSSJP (Instituto Nacional de Servicios Sociales para Jubilados y Pensionados o PAMI) y Correo Argentino.

## Transporte
Existen tres empresas que venden pasajes. La Veloz del Norte y Flecha Bus hacen el servicio de mediana y larga distancia. La empresa Fénix lo hace siguiendo el corredor Pocitos - Orán.
La empresa de transporte de pasajeros "San Roque" presta el servicio desde Embarcación a Misión Chaqueña y viceversa, pasando por Padre Lozano y Misión Carboncito.

### Terminal de ómnibus
Embarcación cuenta con una terminal de ómnibus nueva, con cómodas instalaciones y un total de 6 plataformas. Cuenta con dos plantas, rampa para discapacitados, estacionamiento gratuito y amplio y aire acondicionado.

## Deportes

### Clubes
En Embarcación hay cuatro clubes de fútbol: River de Embarcación con sede y cancha propias, Club Sportivo Embarcación (fundado en 1929) ,Central Norte y F.C. Huracán.
También hay un club de Básquet llamada Los Baguales del Norte

## Medios de comunicación
- Radio Panamericana (95.5)
- Radio Manantial (93.1)
- Radio Belgrano (94.1)
- Radio Mágica (98.9)
- Radio Urkupiña (97.1)
- Radio Norte (105.1)
- Radio Misión (102.3)
- FM Visión (100.1)
- FM Monumental (94.1)
- Radio La Nueva Mixer Online
- FM Bermejo (103.5)
- Universal Video Cable (UVC)
- www.panamericanaembarcacion (sitio web)

## Clima
Embarcación soporta una temperatura media de entre las más altas del país; junto con Tartagal y Orán son las ciudades más calurosas del norte salteño. El clima de Embarcación es del tipo clima subtropical húmedo con invierno seco (Cwa), de acuerdo con la clasificación climática de Köppen.

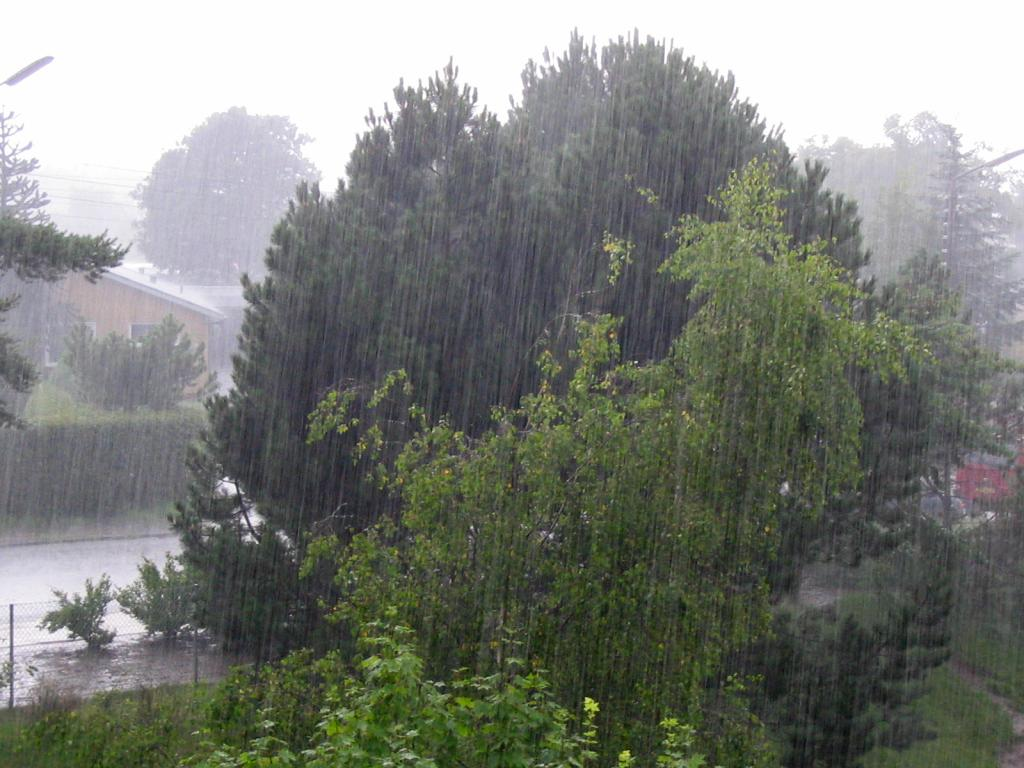
Lluvia en Embarcación.

| Parámetros climáticos promedio de Embarcación | Parámetros climáticos promedio de Embarcación | Parámetros climáticos promedio de Embarcación | Parámetros climáticos promedio de Embarcación | Parámetros climáticos promedio de Embarcación | Parámetros climáticos promedio de Embarcación | Parámetros climáticos promedio de Embarcación | Parámetros climáticos promedio de Embarcación | Parámetros climáticos promedio de Embarcación | Parámetros climáticos promedio de Embarcación | Parámetros climáticos promedio de Embarcación | Parámetros climáticos promedio de Embarcación | Parámetros climáticos promedio de Embarcación | Parámetros climáticos promedio de Embarcación |
| Mes                                           | Ene.                                          | Feb.                                          | Mar.                                          | Abr.                                          | May.                                          | Jun.                                          | Jul.                                          | Ago.                                          | Sep.                                          | Oct.                                          | Nov.                                          | Dic.                                          | Anual                                         |
| --------------------------------------------- | --------------------------------------------- | --------------------------------------------- | --------------------------------------------- | --------------------------------------------- | --------------------------------------------- | --------------------------------------------- | --------------------------------------------- | --------------------------------------------- | --------------------------------------------- | --------------------------------------------- | --------------------------------------------- | --------------------------------------------- | --------------------------------------------- |
| Temp. máx. media (°C)                         | 32.1                                          | 31.2                                          | 29.3                                          | 25.8                                          | 23.0                                          | 20.3                                          | 21.8                                          | 25.5                                          | 27.6                                          | 31.6                                          | 32.1                                          | 32.2                                          | 27.7                                          |
| Temp. mín. media (°C)                         | 21.5                                          | 20.8                                          | 20.3                                          | 18.0                                          | 14.3                                          | 10.4                                          | 9.3                                           | 11.2                                          | 13.2                                          | 17.3                                          | 19.7                                          | 21.1                                          | 16.4                                          |
| Precipitación total (mm)                      | 254.5                                         | 166.1                                         | 184.1                                         | 90.1                                          | 14.1                                          | 9.7                                           | 8.5                                           | 10.5                                          | 9.0                                           | 47.4                                          | 106.4                                         | 166.3                                         | 1066.7                                        |
| Fuente: SMN Argentina promedio 1981-1990      |                                               |                                               |                                               |                                               |                                               |                                               |                                               |                                               |                                               |                                               |                                               |                                               |                                               |

## Población
Contaba con 23,964 habitantes (Indec, 2001), lo que representa un incremento del 33,7% frente a los 13,078 habitantes (Indec, 1991) del censo anterior. Incluye Barrio Eva Perón y Barrio El Tráfico.

## Sismicidad
La sismicidad del área de Salta es frecuente y de intensidad baja, y un silencio sísmico de terremotos medios a graves cada 40 años.
- Sismo de 1930: aunque dicha actividad geológica catastrófica, ocurre desde épocas prehistóricas, el terremoto del 24 de diciembre de 1930 (94 años),[4] señaló un hito importante dentro de la historia de eventos sísmicos jujeños, con 6,4 Richter. Pero nada cambió extremando cuidados y/o restringiendo códigos de construcción.[3]
- Sismo de 1948: el 25 de agosto de 1948 (76 años) con 7,0 Richter, el cual destruyó edificaciones y abrió numerosas grietas en inmensas zonas[4][3]
- Sismo de 2010: el 27 de febrero de 2010 (15 años) con 6,1 Richter

## Cultos
Parroquias de la Iglesia Católica 
| Diócesis   | Nueva Orán              |
| ---------- | ----------------------- |
| Parroquias | San Roque, San Cayetano |

Además, hay presencia de numerosas congregaciones protestantes en sus múltiples vertientes.